# Minoru Hata
Minoru Hata (japanisch 畑 実 Hata Minoru; * 30. März 1989 in der Präfektur Kumamoto) ist ein japanischer Fußballspieler.

## Karriere
Hata erlernte das Fußballspielen in der Schulmannschaft der Kumamoto Commercial High School und der Universitätsmannschaft der Chūō-Universität. Seinen ersten Vertrag unterschrieb er 2011 bei Ain Foods SC. 2012 wechselte er zum Zweitligisten Roasso Kumamoto. Am Ende der Saison 2018 stieg der Verein in die J3 League ab. Für den Verein absolvierte er 69 Ligaspiele. 2020 wechselte er zum Ligakonkurrenten Kagoshima United FC.